# Bovina (Wisconsin)
Bovina – miasto w Stanach Zjednoczonych, w stanie Wisconsin, w hrabstwie Outagamie.